# Liga Femenina de baloncesto 2017-18
La Liga Femenina de Baloncesto de España 2017-18, llamada Liga Dia por motivos de patrocinio, fue la 55.ª temporada de dicha competición.

## Clubes participantes
Al finalizar de la temporada 2016-2017, descendieron de manera deportiva CREF Hola! y CB Islas Canarias. Por su parte, obtuvieron plaza de ascenso desde Liga Femenina 2 los clubs Femení Sant Adrià y Estudiantes. 
| Equipo                          | Ciudad              | Posición 2016-2017       |
| ------------------------------- | ------------------- | ------------------------ |
| Perfumerías Avenida             | Salamanca           | Campeón                  |
| Spar Citylift Girona            | Gerona              | Subcampeón               |
| Star Center-Uni Ferrol          | Ferrol              | 3.º                      |
| Lacturale Art Araski            | Vitoria             | 4.º                      |
| Gernika Bizkaia                 | Guernica y Luno     | 5.º                      |
| IDK Gipuzkoa                    | San Sebastián       | 6.º                      |
| Campus Promete                  | Logroño             | 7.º                      |
| Cadí La Seu                     | Seo de Urgel        | 8.º                      |
| Nissan Al-Qázeres Extremadura   | Cáceres             | 9.º                      |
| Embutidos Pajariel Bembibre PDM | Bembibre            | 10.º                     |
| Mann-Filter                     | Zaragoza            | 11.º                     |
| Quesos El Pastor                | Zamora              | 12.º                     |
| Snatt's Femení Sant Adrià       | San Adrián de Besós | Campeón Fase Ascenso LF2 |
| Movistar Estudiantes            | Madrid              | Campeón Fase Ascenso LF2 |

## Formato de competición
Los 14 equipos juegan todos contra todos a doble vuelta. Los seis primeros equipos clasificados al final de la primera vuelta juegan la Copa de la Reina.
Al finalizar la temporada regular, los seis primeros equipos se clasifican para playoffs, clasificándose 1.º y 2.º para semifinales, mientras que 3.º, 4.º, 5.º, y 6.º se enfrentan en cuartos de final. Todas las series se disputan al mejor de tres partidos. Los dos últimos equipos clasificados descienden a Liga Femenina 2.
El campeón de liga, el campeón de copa y el primer equipo clasificado al final de la temporada regular tienen garantizada su participación en competiciones europeas para la temporada 2017-2018.
El campeón de liga y el campeón de copa (o el subcampeón de copa si los dos primeros coinciden), disputan la Supercopa de España de la siguiente temporada.

## Clasificación
| Pos. | Equipo                          | PJ | G  | P  | PF   | PC   | DP   | Pts | Clasificación o descenso |
| ---- | ------------------------------- | -- | -- | -- | ---- | ---- | ---- | --- | ------------------------ |
| 1    | Perfumerías Avenida             | 26 | 25 | 1  | 1973 | 1467 | +506 | 51  | Semifinales              |
| 2    | Spar CityLift Girona            | 26 | 23 | 3  | 2036 | 1610 | +426 | 49  | Semifinales              |
| 3    | Mann-Filter                     | 26 | 19 | 7  | 1888 | 1710 | +178 | 45  | Cuartos de final         |
| 4    | Star Center–Uni Ferrol          | 26 | 19 | 7  | 1900 | 1758 | +142 | 45  | Cuartos de final         |
| 5    | Lointek Gernika Bizkaia         | 26 | 14 | 12 | 1923 | 1803 | +120 | 40  | Cuartos de final         |
| 6    | IDK Gipuzkoa                    | 26 | 14 | 12 | 1702 | 1692 | +10  | 40  | Cuartos de final         |
| 7    | Cadí La Seu                     | 26 | 13 | 13 | 1822 | 1745 | +77  | 39  |                          |
| 8    | Snatt's Femení Sant Adrià       | 26 | 12 | 14 | 1769 | 1826 | −57  | 38  |                          |
| 9    | Nissan Al-Qázeres Extremadura   | 26 | 10 | 16 | 1754 | 1864 | −110 | 36  |                          |
| 10   | Lacturale Art Araski            | 26 | 10 | 16 | 1642 | 1841 | −199 | 36  |                          |
| 11   | Embutidos Pajariel Bembibre PDM | 26 | 9  | 17 | 1693 | 1831 | −138 | 35  |                          |
| 12   | Quesos El Pastor                | 26 | 6  | 20 | 1687 | 2010 | −323 | 32  |                          |
| 13   | Campus Promete LF1              | 26 | 6  | 20 | 1638 | 1871 | −233 | 32  | Descenso a la LF 2       |
| 14   | Movistar Estudiantes            | 26 | 2  | 24 | 1613 | 2012 | −399 | 28  | Descenso a la LF 2       |

 Fuente: Liga Femenina

### Tabla de resultados cruzados
| Local \ Visitante               | CAD   | PRO   | BEM   | IDK   | GER   | ARA   | CAS   | EST    | ALQ   | AVE   | ZAM    | SAD   | GIR   | FER   |
| ------------------------------- | ----- | ----- | ----- | ----- | ----- | ----- | ----- | ------ | ----- | ----- | ------ | ----- | ----- | ----- |
| Cadí La Seu                     | —     | 79–53 | 62–66 | 58–54 | 60–65 | 80–61 | 59–76 | 83–74  | 70–39 | 48–64 | 68–51  | 62–69 | 63–76 | 85–77 |
| Campus Promete                  | 68–77 | —     | 51–53 | 81–57 | 78–69 | 59–47 | 67–86 | 68–62  | 55–83 | 72–73 | 56–59  | 80–81 | 58–71 | 52–66 |
| Embutidos Pajariel Bembibre PDM | 85–79 | 74–53 | —     | 47–70 | 77–78 | 68–55 | 59–87 | 72–63  | 74–61 | 59–85 | 81–66  | 56–59 | 67–87 | 56–66 |
| IDK Gipuzkoa                    | 72–68 | 75–58 | 58–64 | —     | 65–74 | 57–61 | 58–63 | 66–63  | 67–57 | 58–80 | 64–40  | 80–58 | 72–66 | 64–79 |
| Lointek Gernika Bizkaia         | 89–75 | 62–70 | 82–62 | 76–55 | —     | 53–59 | 68–75 | 101–51 | 90–44 | 60–77 | 78–58  | 73–80 | 67–79 | 89–82 |
| Lacturale Art Araski            | 65–77 | 66–57 | 72–63 | 62–86 | 73–62 | —     | 69–78 | 71–60  | 70–58 | 49–72 | 63–54  | 65–74 | 53–88 | 75–81 |
| Mann-Filter Casablanca          | 64–58 | 84–64 | 81–70 | 68–73 | 90–69 | 79–55 | —     | 84–56  | 72–59 | 39–64 | 83–55  | 69–75 | 59–74 | 75–65 |
| Movistar Estudiantes            | 60–92 | 55–70 | 68–57 | 57–68 | 69–70 | 59–73 | 63–81 | —      | 75–87 | 60–99 | 76–64  | 69–77 | 71–84 | 59–75 |
| Nissan Al-Qázeres Extremadura   | 68–79 | 92–67 | 72–59 | 45–64 | 54–85 | 88–76 | 63–67 | 71–61  | —     | 52–83 | 83–72  | 90–78 | 84–89 | 53–43 |
| Perfumerías Avenida             | 75–71 | 80–51 | 77–65 | 77–59 | 75–55 | 69–54 | 71–37 | 82–58  | 74–65 | —     | 79–56  | 75–65 | 76–53 | 50–54 |
| Quesos El Pastor                | 66–74 | 80–73 | 77–71 | 71–75 | 77–88 | 76–77 | 74–81 | 87–64  | 78–76 | 50–88 | —      | 82–81 | 52–78 | 67–71 |
| Snatt's Femení Sant Adrià       | 59–73 | 91–71 | 69–66 | 59–64 | 52–68 | 78–47 | 52–61 | 66–50  | 67–79 | 48–91 | 83–60  | —     | 61–85 | 56–64 |
| Spar CityLift Girona            | 72–60 | 74–52 | 71–53 | 89–60 | 80–70 | 87–50 | 80–68 | 91–47  | 74–60 | 61–66 | 89–50  | 76–69 | —     | 72–54 |
| Star Center-Uni Ferrol          | 77–62 | 75–54 | 82–69 | 71–61 | 86–82 | 78–74 | 90–81 | 73–63  | 75–71 | 68–71 | 110–65 | 70–62 | 68–90 | —     |

### Evolución en la clasificación
La tabla muestra las posiciones de cada equipo al término de cada jornada. 
| Equipo ╲ Jornada                | 1           | 2  | 3  | 4  | 5  | 6  | 7  | 8  | 9  | 10 | 11 | 12 | 13 | 14 | 15 | 16 | 17 | 18 | 19 | 20 | 21 | 22 | 23 | 24 | 25 | 26 |   |
| ------------------------------- | ----------- | -- | -- | -- | -- | -- | -- | -- | -- | -- | -- | -- | -- | -- | -- | -- | -- | -- | -- | -- | -- | -- | -- | -- | -- | -- | - |
| Equipo ╲ Jornada                | Cadí La Seu | 8  | 5  | 4  | 6  | 10 | 7  | 9  | 10 | 10 | 11 | 10 | 8  | 8  | 8  | 8  | 8  | 8  | 7  | 7  | 7  | 7  | 6  | 7  | 7  | 7  | 7 |
| Campus Promete                  | 14          | 14 | 14 | 14 | 13 | 13 | 13 | 12 | 12 | 12 | 13 | 12 | 12 | 13 | 13 | 13 | 13 | 13 | 13 | 13 | 13 | 13 | 13 | 13 | 13 | 13 |   |
| Embutidos Pajariel Bembibre PDM | 12          | 11 | 11 | 12 | 11 | 11 | 11 | 11 | 11 | 10 | 11 | 11 | 11 | 11 | 11 | 11 | 11 | 11 | 11 | 9  | 9  | 9  | 10 | 11 | 11 | 11 |   |
| IDK Gipuzkoa                    | 7           | 4  | 2  | 2  | 3  | 3  | 2  | 3  | 5  | 6  | 7  | 5  | 5  | 7  | 6  | 5  | 6  | 6  | 5  | 5  | 5  | 5  | 5  | 5  | 6  | 6  |   |
| Lacturale Art Araski            | 4           | 10 | 8  | 5  | 9  | 9  | 10 | 9  | 8  | 7  | 8  | 10 | 10 | 10 | 10 | 10 | 10 | 10 | 10 | 11 | 11 | 11 | 11 | 10 | 10 | 10 |   |
| Lointek Gernika Bizkaia         | 9           | 7  | 9  | 8  | 5  | 6  | 6  | 8  | 9  | 8  | 9  | 7  | 7  | 5  | 5  | 6  | 5  | 5  | 6  | 6  | 6  | 7  | 6  | 6  | 5  | 5  |   |
| Mann-Filter                     | 10          | 6  | 5  | 7  | 6  | 5  | 3  | 5  | 4  | 5  | 4  | 4  | 4  | 4  | 4  | 4  | 3  | 3  | 3  | 3  | 3  | 3  | 3  | 3  | 3  | 3  |   |
| Movistar Estudiantes            | 13          | 13 | 12 | 13 | 14 | 14 | 14 | 14 | 14 | 14 | 14 | 14 | 14 | 14 | 14 | 14 | 14 | 14 | 14 | 14 | 14 | 14 | 14 | 14 | 14 | 14 |   |
| Nissan Al-Qázeres Extremadura   | 1           | 9  | 10 | 9  | 7  | 8  | 7  | 6  | 7  | 9  | 6  | 9  | 9  | 9  | 9  | 9  | 9  | 9  | 9  | 10 | 8  | 10 | 9  | 9  | 9  | 9  |   |
| Perfumerías Avenida             | 2           | 1  | 1  | 1  | 1  | 1  | 1  | 1  | 1  | 1  | 1  | 1  | 1  | 1  | 1  | 1  | 1  | 1  | 1  | 1  | 1  | 1  | 1  | 1  | 1  | 1  |   |
| Quesos El Pastor                | 11          | 12 | 13 | 11 | 12 | 12 | 12 | 13 | 13 | 13 | 12 | 13 | 13 | 12 | 12 | 12 | 12 | 12 | 12 | 12 | 12 | 12 | 12 | 12 | 12 | 12 |   |
| Snatt's Femení Sant Adrià       | 6           | 8  | 7  | 10 | 8  | 10 | 8  | 7  | 6  | 4  | 5  | 6  | 6  | 6  | 7  | 7  | 7  | 8  | 8  | 8  | 10 | 8  | 8  | 8  | 8  | 8  |   |
| Spar CityLift Girona            | 3           | 2  | 6  | 3  | 2  | 2  | 4  | 2  | 2  | 2  | 2  | 2  | 2  | 2  | 2  | 2  | 2  | 2  | 2  | 2  | 2  | 2  | 2  | 2  | 2  | 2  |   |
| Star Center-Uni Ferrol          | 5           | 3  | 3  | 4  | 4  | 4  | 5  | 4  | 3  | 3  | 3  | 3  | 3  | 3  | 3  | 3  | 4  | 4  | 4  | 4  | 4  | 4  | 4  | 4  | 4  | 4  |   |

## Playoffs
|  | Cuartos de final | Cuartos de final        | Cuartos de final | Cuartos de final | Cuartos de final |  |  | Semifinales | Semifinales            | Semifinales | Semifinales | Semifinales |  |  | Final | Final                | Final | Final | Final |
|  |                  |                         |                  |                  |                  |  |  |             |                        |             |             |             |  |  |       |                      |       |       |       |
|  |                  |                         |                  |                  |                  |  |  | 1           | Perfumerías Avenida    | 95          | 92          |             |  |  |       |                      |       |       |       |
|  | 4                | Star Center–Uni Ferrol  | 75               | 74               |                  |  |  | 4           | Star Center–Uni Ferrol | 56          | 59          |             |  |  |       |                      |       |       |       |
|  | 5                | Lointek Gernika Bizkaia | 57               | 72               |                  |  |  |             |                        |             |             |             |  |  | 1     | Perfumerías Avenida  | 71    | 77    |       |
|  |                  |                         |                  |                  |                  |  |  |             |                        |             |             |             |  |  | 2     | Spar CityLift Girona | 70    | 61    |       |
|  |                  |                         |                  |                  |                  |  |  | 2           | Spar CityLift Girona   | 87          | 57          |             |  |  |       |                      |       |       |       |
|  | 3                | Mann-Filter             | 51               | 62               | 73               |  |  | 3           | Mann-Filter            | 64          | 44          |             |  |  |       |                      |       |       |       |
|  | 6                | IDK Gipuzkoa            | 55               | 58               | 62               |  |  |             |                        |             |             |             |  |  |       |                      |       |       |       |

### Cuartos de final
| Equipo 1                   | Series | Equipo 2                    | 1.er partido | 2.º partido | 3.er partido |
| -------------------------- | ------ | --------------------------- | ------------ | ----------- | ------------ |
| (4) Star Center-Uni Ferrol | 2–0    | Lointek Gernika Bizkaia (5) | 75–57        | 74–72 (OT)  | —            |
| (3) Mann-Filter Casablanca | 2–1    | IDK Gipuzkoa (6)            | 51–55        | 62–58       | 73–62        |

Partido 1
| 5 de abril de 2018 | Star Center-Uni Ferrol                                     | 75–57                                 | Lointek Gernika Bizkaia                            | Ferrol                                                                                    |  |
| 20:00              | Parciales: 25–15, 16–14, 20–13, 14–15                      | Parciales: 25–15, 16–14, 20–13, 14–15 | Parciales: 25–15, 16–14, 20–13, 14–15              |                                                                                           |  |
|                    | Estadísticas Scott, Prince 19 Araújo 16 Delgado 7 Scott 27 | Reporte Pts Reb Asts Val              | Estadísticas 14 Pina 7 Caldwell 3 Pina 10 Caldwell | Pabellón: Pavillón Municipal Esteiro Árbitros: José Antonio Pagán Barro Eva Areste Giralt |  |

| 5 de abril de 2018 | Mann-Filter Casablanca                             | 51–55                                | IDK Gipuzkoa                                    | Zaragoza                                                                                  |  |
| 21:00              | Parciales: 13–13, 14–13, 10–20, 14–9               | Parciales: 13–13, 14–13, 10–20, 14–9 | Parciales: 13–13, 14–13, 10–20, 14–9            |                                                                                           |  |
|                    | Estadísticas Barbee 16 Pascua 10 Ocete 5 Barbee 19 | Reporte Pts Reb Asts Val             | Estadísticas 19 Weaver 12 Sarr 4 Aduriz 18 Sarr | Pabellón: Pabellón Eduardo Lastrada Árbitros: Alberto Baena Arroyo Yasmina Alcaraz Moreno |  |

Partido 2
| 8 de abril de 2018 | Lointek Gernika Bizkaia                                        | 72–74 (OT)                                        | Star Center-Uni Ferrol                             | Guernica y Luno                                                                           |  |
| 19:00              | Parciales: 11–13, 26–15, 15–18, 16–22 (T.E.: 4–6)              | Parciales: 11–13, 26–15, 15–18, 16–22 (T.E.: 4–6) | Parciales: 11–13, 26–15, 15–18, 16–22 (T.E.: 4–6)  |                                                                                           |  |
|                    | Estadísticas Caldwell 16 Gómez, Caldwell 8 Gómez 9 Caldwell 26 | Reporte Pts Reb Asts Val                          | Estadísticas 24 Prince 11 Scott 5 Araújo 21 Prince | Pabellón: Polideportivo Maloste Árbitros: Francisco José Zafra Guerra Sara Peláez Santana |  |

| 8 de abril de 2018 | IDK Gipuzkoa                                           | 58–62                                | Mann-Filter Casablanca                              | Guipúzcoa                                                                                                   |  |
| 20:00              | Parciales: 12–11, 15–10, 8–25, 23–16                   | Parciales: 12–11, 15–10, 8–25, 23–16 | Parciales: 12–11, 15–10, 8–25, 23–16                | |  |
|                    | Estadísticas Alleyne 12 Weaver 9 González 6 Alleyne 20 | Reporte Pts Reb Asts Val             | Estadísticas 18 Ferrari 17 Pascua 5 Ocete 25 Pascua | Pabellón: Polideportivo Municipal José Antonio Gasca Árbitros: Germán Morales Ruiz Asunción Langa de Martín |  |

Partido 3
| 12 de abril de 2018 | Mann-Filter Casablanca                              | 73–62                                | IDK Gipuzkoa                                 | Zaragoza                                                                                   |  |
| 21:00               | Parciales: 24–22, 20–17, 12–15, 17–8                | Parciales: 24–22, 20–17, 12–15, 17–8 | Parciales: 24–22, 20–17, 12–15, 17–8         |                                                                                            |  |
|                     | Estadísticas Ferrari 29 Pascua 8 Ocete 7 Ferrari 33 | Reporte Pts Reb Asts Val             | Estadísticas 13 Sarr 6 Brkić 3 Brkić 13 Sarr | Pabellón: Pabellón Eduardo Lastrada Árbitros: Ángel de Lucas de Lucas Carlos Merino Campos |  |

### Semifinales
| Equipo 1                 | Series | Equipo 2                   | 1.er partido | 2.º partido | 3.er partido |
| ------------------------ | ------ | -------------------------- | ------------ | ----------- | ------------ |
| (1) Perfumerías Avenida  | 2–0    | Star Center-Uni Ferrol (4) | 95–56        | 92–59       | —            |
| (2) Spar CityLift Girona | 2–0    | Mann-Filter Casablanca (3) | 87–57        | 57–44       | —            |

Partido 1
| 14 de abril de 2018 | Perfumerías Avenida                                       | 95–56                                | Star Center-Uni Ferrol                                     | Salamanca                                                                                 |  |
| 19:00               | Parciales: 28–18, 19–17, 25–13, 23–8                      | Parciales: 28–18, 19–17, 25–13, 23–8 | Parciales: 28–18, 19–17, 25–13, 23–8                       |                                                                                           |  |
|                     | Estadísticas Elonu 14 Robinson 9 Domínguez 8 Domínguez 24 | Reporte Pts Reb Asts Val             | Estadísticas 18 Prince 6 Araújo 2 Sánchez, Araújo 18 Scott | Pabellón: Pabellón Municipal Würzburg Árbitros: Asier Quintas Álvarez Sara Peláez Santana |  |

| 15 de abril de 2018 | Spar CityLift Girona                                    | 87–64                                 | Mann-Filter Casablanca                                                            | Gerona                                                                                                   |  |
| 19:00               | Parciales: 24–18, 19–17, 21–12, 23–17                   | Parciales: 24–18, 19–17, 21–12, 23–17 | Parciales: 24–18, 19–17, 21–12, 23–17                                             | |  |
|                     | Estadísticas Mendy 15 Gomes 8 Martínez, Buch 5 Evans 22 | Reporte Pts Reb Asts Val              | Estadísticas 15 Abalde, Ferrari 5 Lahuerta, Gimeno 4 Ferrari, Lahuerta 13 Ferrari | Pabellón: Pabellón municipal Gerona-Fontajau Árbitros: Enrique Miguel López Herrada David Sánchez Benito |  |

Partido 2
| 18 de abril de 2018 | Star Center-Uni Ferrol                           | 59–92                               | Perfumerías Avenida                                                        | Ferrol                                                                                              |  |
| 21:00               | Parciales: 17–21, 8–23, 6–26, 28–22              | Parciales: 17–21, 8–23, 6–26, 28–22 | Parciales: 17–21, 8–23, 6–26, 28–22                                        | |  |
|                     | Estadísticas Prince 20 Scott 7 Araújo 7 Scott 21 | Reporte Pts Reb Asts Val            | Estadísticas 18 Robinson, de Souza 8 Robinson 3 tres jugadoras 24 de Souza | Pabellón: Pavillón Municipal Esteiro Árbitros: Francisco Javier Bravo Loroño Yasmina Alcaraz Moreno |  |

| 19 de abril de 2018 | Mann-Filter Casablanca                                     | 44–57                                | Spar CityLift Girona                                      | Zaragoza                                                                                         |  |
| 21:00               | Parciales: 11–12, 14–15, 5–16, 14–14                       | Parciales: 11–12, 14–15, 5–16, 14–14 | Parciales: 11–12, 14–15, 5–16, 14–14                      |                                                                                                  |  |
|                     | Estadísticas Barbee 13 Gimeno 7 Ocete, Ferrari 3 Barbee 11 | Reporte Pts Reb Asts Val             | Estadísticas 12 Gomes 15 Mendy 3 Martínez, Mendy 19 Gomes | Pabellón: Pabellón Eduardo Lastrada Árbitros: Carlos Javier García León Asunción Langa de Martín |  |

### Final
| Equipo 1                | Series | Equipo 2                 | 1.er partido | 2.º partido | 3.er partido |
| ----------------------- | ------ | ------------------------ | ------------ | ----------- | ------------ |
| (1) Perfumerías Avenida | 2–0    | Spar CityLift Girona (2) | 71–70        | 77–61       | —            |

Partido 1
| 26 de abril de 2018 | Perfumerías Avenida                                                 | 71–70                                 | Spar CityLift Girona                                      | Salamanca                                                                                               |  |
| 21:00               | Parciales: 19–14, 22–16, 11–16, 19–24                               | Parciales: 19–14, 22–16, 11–16, 19–24 | Parciales: 19–14, 22–16, 11–16, 19–24                     | |  |
|                     | Estadísticas Robinson 17 de Souza, Givens 7 Domínguez 6 Robinson 22 | Reporte Pts Reb Asts Val              | Estadísticas 20 Conde 10 Gomes 3 Martínez, Mendy 21 Conde | Pabellón: Pabellón Municipal Würzburg Árbitros: Juan Pedro Morales García-Alcaide Guillermo Ríos Marcos |  |

Partido 2
| 29 de abril de 2018 | Spar CityLift Girona                                     | 61–77                                 | Perfumerías Avenida                                          | Gerona                                                                                             |  |
| 19:00               | Parciales: 21–18, 11–26, 17–20, 12–13                    | Parciales: 21–18, 11–26, 17–20, 12–13 | Parciales: 21–18, 11–26, 17–20, 12–13                        | |  |
|                     | Estadísticas Gomes 12 Mendy, Gomes 7 Martínez 7 Gomes 15 | Reporte Pts Reb Asts Val              | Estadísticas 18 de Souza 10 de Souza 5 Domínguez 25 de Souza | Pabellón: Pabellón municipal Gerona-Fontajau Árbitros: Ángel de Lucas de Lucas Jorge Caamaño Muñoz |  |

| Ganadoras de la Liga Dia 2017–18 |
| -------------------------------- |
| Perfumerías Avenida 6.º título   |

## Postemporada
- Campeonas de la Liga Dia 2017-18: Perfumerías Avenida (6º título).
- Campeonas de la Copa de la Reina 2018: Perfumerías Avenida (7º título).
- Campeonas de la Supercopa 2017: Perfumerías Avenida (7º título).
- Clasificadas para Euroliga 2018-19: Perfumerías Avenida.
- Clasificadas para Eurocup 2018-19: Spar Citylift Girona y Lointek Gernika Bizkaia (fase previa).
- Descendidas a Liga Femenina 2 2018-19:  Movistar Estudiantes y Campus Promete LF1.
- Ascendidas de Liga Femenina 2 2017-18:  Valencia BC y Durán Maquinaria Ensino.